# حذف پرونده

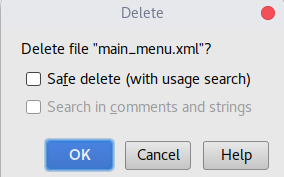
تصویر مرتبط با حالت های محتلف حذف کردن فایل میباشد.

حذف پرونده (به انگلیسی: File deletion) به پاک کردن یک پرونده از سیستم پرونده رایانه می‌گویند.
دلایل حذف یک پرونده عبارت اند از:
1. آزاد کردن فضای دیسک سخت
2. حذف دادههای غیرضروری یا تکراری برای جلوگیری از سردرگمی
3. ازبین بردن دسترسی دیگران به فایل‌های حساس

همه سیستم‌های عامل دستورهایی برای حذف پرونده‌ها (دستور rm در یونیکس، دستور Del/Delete در داس، ویندوز ماکروسافت و غیره) در اختیار دارند. مدیرهای پرونده راه مناسبی برای حذف پرونده ارائه می‌کنند. پرونده‌ها ممکن اند به صورت تک-تک یا به صورت شاخه‌های درختی حذف شوند.